# PIN (betaalkaart)

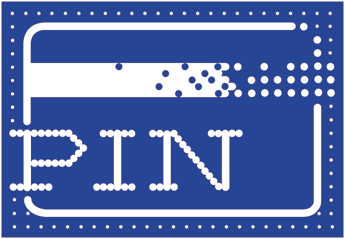
Het PIN-logo. Hoewel PIN sinds 2012 niet meer bestaat wordt dit logo vaak gebruikt om aan te geven dat met Maestro en V PAY betaald kan worden.

PIN is (de merknaam van) een Nederlandse debetkaart van Currence. Op 1 januari 2012 werd het merk opgeheven en stapten alle Nederlandse banken over op andere betaalkaarten, zoals Maestro en V PAY.
De naam PIN komt van de pincode (het persoonlijk identificatienummer) benodigd bij het gebruik van de kaart.

## Geschiedenis
De Nederlandsche Bank startte in 1987 een project onder de naam BeaNet met als doel om een uniform betaalsysteem voor alle Nederlandse banken te maken. In 1990 werd dit systeem uitgerold onder de naam PIN. In de volgende twintig jaar groeide dit systeem immens waardoor "het betalen met een betaalpas" in de Nederlandse volksmond vrijwel altijd pinnen wordt genoemd, ook al wordt er geen gebruik meer gemaakt van een pas van het merk PIN.

## Technologie
PIN werkte met een magneetstrip. De gegevens van de magneetstrip worden, met de ingevoerde pincode, naar de bank gestuurd en daar gecontroleerd.
Na drie vergeefse pogingen accepteert de bank geen nieuwe pogingen meer. Is de bankkaart onbruikbaar geworden, dan kan de gebruiker naar de bank bellen. De blokkering kan in de database van de bank ongedaan worden gemaakt en de gebruiker kan zijn oude pas weer gaan gebruiken.

## Opvolgers
De magneetstrip kan eenvoudig gekopieerd worden en is hierdoor gevoelig voor fraude zoals skimming (ie. de magneetstrip kopiëren om het vaker te kunnen proberen). Dit is de voornaamste reden dat sinds 2012 alleen nog betaalkaarten met EMV-chip gebruikt worden in Nederland. Het merk PIN is opgeheven en alle Nederlandse banken zijn overgestapt op andere betaalkaarten zoals Maestro en V PAY. 
Deze kaarten gebruiken een EMV-chip. Deze chip kan niet gekopieerd worden waardoor vervalsing niet meer kan voorkomen . De chip controleert de ingevoerde pincode. Hiervoor is geen verbinding met de bank nodig. Wordt drie keer de verkeerde pincode opgegeven, dan accepteert de chip geen enkele pincode meer. Een verbinding met bank is alleen nodig om het saldo te verifiëren.
Is een bankkaart onbruikbaar geworden nadat herhaaldelijk een verkeerde pincode wordt opgegeven, dan moet de gebruiker meestal een nieuwe bankkaart aanvragen.